# Autoroute espagnole B-20

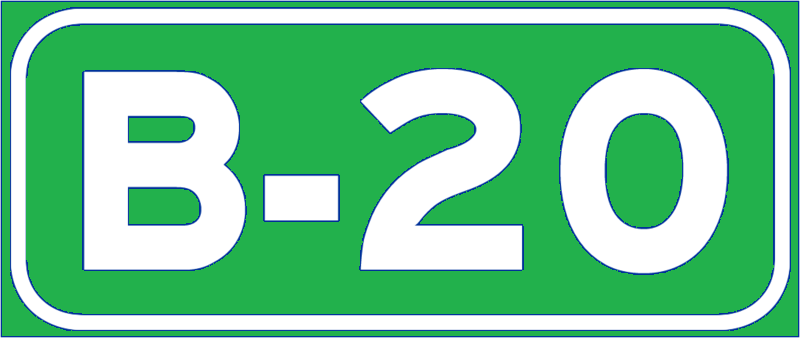
Cartouche de signalisation du périphérique supérieur

Pour les articles homonymes, voir B20.
L'autoroute B-20, aussi appelée Ronda de Dalt (« périphérique supérieur »), entoure le centre de Barcelone d'est (C-32 à Montgat) en ouest (C-32 à L'Hospitalet de Llobregat) passant par le nord du centre urbain, par opposition à la périphérique du Littoral qui longe la mer. Elle a les caractéristiques autoroutières et longe tout le nord de la capitale catalane. C'est une autoroute très fréquentée qui dessert toute la zone nord de Barcelone.
D'une longueur de 25 km environ, elle relie les autoroutes C-31 et C-32 à hauteur de Montgat à l'intersection entre la C-32 et la B-10 à l'ouest de la ville.
Le périphérique comporte le plus souvent deux voies de circulation dans chaque sens et il est surnommé 2e ceinture de Barcelone. C'est de là que partent la plupart des autoroutes reliées au réseau espagnol à destination des différents points cardinaux du pays :
- C-33 : Gerone, France par AP-7
- C-16 : Barcelone - Berga - Andorre
- B-23 : Saragosse (AP-2), Valence ou Alicante par 'AP-7)
- A-2 : Lleida - Madrid

Mais encore les autoroutes locales qui partent du périphérique :
- C-17 : Barcelone - Vic (C-25)
- C-32 : Barcelone - Lloret de Mar pour le nord Barcelone - Tarragone (AP-7) pour le sud
- C-58 : Barcelone - Terrassa (C-16)

La B-20 entoure le nord de Barcelone et passe à proximité d'impressionnante structure tels que l'Université de Barcelone et le stade du Camp Nou du FC Barcelone.
Elle absorbe un fort trafic automobile dépassant les 100 000 véhicules par jour.

## Tracé
- Elle débute à l'est de Barcelone à Montgat où elle se détache de la C-32 en provenance de Lloret de Mar, Mataró...
- Avant de longer le centre urbain, elle dessert les communes de la banlieue est (Santa Coloma de Gramenet...) avant de croiser au Nus de la Trinitat les autoroutes venant du nord (C-17, C-33, C-58 et la B-10 qui longe la ville par le sud)
- Bloquée entre les montagnes d'un côté et la ville de l'autre, elle longe la vallée en desservant tout le nord du centre urbain de Barcelone.
- À hauteur de l'Université de Barcelone, elle croise la C-16 en provenance de Berga, Manresa ou encore d'Andorre après avoir passé le tunnel de Vallvidrera.
- À hauteur du centre sportif du FC Barcelone, elle bifurque avec la B-23 qui permet d'accéder au nord-ouest de Barcelone depuis l'AP-2/A-2
- Elle se termine au croisement avec la C-32 et la B-10 et l'A-2.

## Sorties
| Numéro de la sortie | Nom de la sortie | Bifurcation    |
| ------------------- | --- | -------------- |
|                     | Badalone - Sant Adria de Besós - Barcelone-Gran Via Mataró - Calella - Lloret de Mar                                                                                       | C-31 C-32      |
| 23                  | Tiana - Montgat |                |
| 22                  | Zone Industrielle Pomar |                |
| 21                  | Badalona Nord |                |
| 20                  | Santa Coloma de Gramenet Est |                |
| 19                  | Santa Coloma de Gramenet Nord |                |
| Nœud de Trinitat    | Ronda Litoral - Barcelone Sud - Badalone Gerone - France AP-7 Sabadell - Terrassa - Valence AP-7                                                                           | B-10 C-33 C-58 |
| 01                  | Barcelone-Avinguda Meridiana Ripoll - Vic - Granollers | C-17           |
| 02                  | Barcelone-Via Júlia - Barcelone-Roquetes |                |
| 03                  | Barcelone-Guineueta - Barcelone-Passeig Valldaura Université de Barcelone                                                                                                  |                |
| 04                  | Barcelone-Horta Est - Barcelone-Avinguda de l'Estatut de Catalunya |                |
| 05                  | Barcelone-Horta Ouest - Hôpital Universitaire Vall d'Hebron |                |
| 06                  | Barcelone-Vallcarca - Barcelone-Plaça d'Alfonso Comin - Barcelone-Avinguda de la República Argentina                                                                       |                |
| 21                  | Barcelone-San Gervasi Université Ramon Llull - Université internationale de Catalogne                                                                                      |                |
| 07                  | Barcelone-Via Augusta Sant Cugat del Vallès - Terrassa - Manresa Berga - Puigcerdà                                                                                         | C-16           |
| 08                  | Barcelone-Sarrià - Barcelone-Avinguda de Josep Vicenç Foix |                |
| 09                  | Barcelone-Pedralbes - Université polytechnique de Catalogne |                |
|                     | Barcelone-Avinguda Diagonal - Barcelone-Avinguda del Doctor Marañón Stade du Nou Camp - Université polytechnique de Catalogne Valence - Saragosse - Gerone AP-2 Lleida A-2 | B-23           |
| 10                  | Barcelone-Avenida del Paral.lel - Esplugues de Llobregat Nord - L'Hospitalet de Llobregat                                                                                  |                |
| 11                  | Barcelone-Avinguda Electricitat Esplugues de Llobregat Sud - L'Hospitalet de Llobregat Nord                                                                                |                |
| 12                  | Barcelone-Carrer de Santa Eulàlia Cornellà de Llobregat - L'Hospitalet de Llobregat Sud Zone Industrielle del Mig                                                          |                |
|                     | Ronda Litoral - Barcelone Sud - Port de Barcelone Lleida A-2 - Saragosse AP-2 - Valence AP-7 Castelldefels - El Vendrell - Tarragone                                       | B-10 A-2 C-32  |

## Référence
- Nomenclature